# Georges Tabet
Pour les articles homonymes, voir Tabet.
Georges Zacharie Tabet, né le 23 janvier 1905 à Alger et mort le 28 février 1984 dans le 12e arrondissement de Paris, est un chanteur, compositeur, acteur, dialoguiste, scénariste et chef d'orchestre français. 
Avec Jacques Pills, il forma le duo de chanteurs Pills et Tabet pendant les années 1930.

## Biographie
Georges Tabet est passionné par le jazz qu'il découvre, jeune homme, à Alger. S'entraînant sans relâche sur son piano, il parvient à se faire engager dans divers orchestres avant de gagner Paris. 
En 1930, il rencontre Jacques Pills et forment le duo Pills et Tabet. Choisis par Mistinguett, ils sont au générique de la revue Paris qui brille (1931) au Moulin Rouge, avec Jean Gabin. Au Casino de Paris, on les voit dans Sex Appeal 32 dont la vedette est Marie Dubas.
En 1932, Pills et Tabet enregistrent Couchés dans le foin de Mireille et Jean Nohain. Ce titre lance leurs carrières respectives. 
Le duo effectue des tournées dans le monde entier jusqu'à ce que Jacques Pills décide de mener une carrière solo à partir de 1939.
Georges Tabet se tourne alors vers le cinéma en tant que scénariste et dialoguiste. Son nom reste associé à celui de son frère André Tabet (1902-1981), en compagnie duquel il écrit notamment les dialogues de deux succès du réalisateur Gérard Oury : Le Corniaud (1965) et La Grande Vadrouille (1966).

## Filmographie partielle
- 1936 : Prends la route, de Jean Boyer (avec Jacques Pills) : Potopoto, le motocycliste
- 1936 : Toi, c'est moi, de René Guissart (avec Jacques Pills) : Patrice « Pat » Duvallon
- 1951 :  Au pays du soleil de Maurice de Canonge : Francis
- 1952 : Le Gantelet vert (The Green Glove) de Rudolph Maté : Jacques Piotet
- 1952 : Brelan d'as d'Henri Verneuil - dans le sketch : Je suis un tendre
- 1952 : Mon curé chez les riches d'Henri Diamant-Berger : le docteur
- 1953 : Jeunes Mariés, de Gilles Grangier : le sidi
- 1953 : Mandat d'amener de Pierre-Louis : Marcellin
- 1957 : Œil pour œil (Occhio per occhio) d'André Cayatte : le patron du Rubis
- 1961 : Parlez-moi d'amour (Che femmina!! e... che dollari!) de Giorgio Simonelli